# Ace bar
Een Ace bar is een sportief motorfiets-stuur dat vaak als vervanging werd toegepast op toermotoren die tot caféracer werden omgebouwd. Dit werd later door de fabriek al vervangen door clip-ons. Het stuur werd genoemd naar "The Ace Café", een ontmoetingspunt van motorrijders in Londen (Engeland) in de jaren vijftig, dat nog steeds bestaat.